# Makhairádhon
Makhairádhon (Machairado) är en ort i Grekland.   Den ligger i prefekturen Nomós Zakýnthou och regionen Joniska öarna, i den sydvästra delen av landet, 260 km väster om huvudstaden Aten. Makhairádhon ligger 137 meter över havet och antalet invånare är 941. Den ligger på ön Zakynthos.
Terrängen runt Makhairádhon är kuperad åt sydväst, men åt nordost är den platt. Terrängen runt Makhairádhon sluttar österut. Runt Makhairádhon är det ganska tätbefolkat, med 78 invånare per kvadratkilometer. Närmaste större samhälle är Zákynthos, 7,9 km öster om Makhairádhon. Trakten runt Makhairádhon består till största delen av jordbruksmark.